# Plethodon welleri
Plethodon welleri (tên tiếng Anh: Weller's Salamander) là một loài kỳ giông trong họ Plethodontidae.
Nó là loài đặc hữu của Bắc Mỹ. Loài này có ở Grandfather Mountain near Linville North Carolina by the young herpetologist Worth Hamilton Weller who on a second field trip there to gather more specimens died at age 18 in a fall from a cliff (Adler:182).
Các môi trường sống tự nhiên của chúng là các khu rừng ôn hòa và vùng nhiều đá.
Nó bị đe dọa do mất môi trường sống.

## Hình ảnh

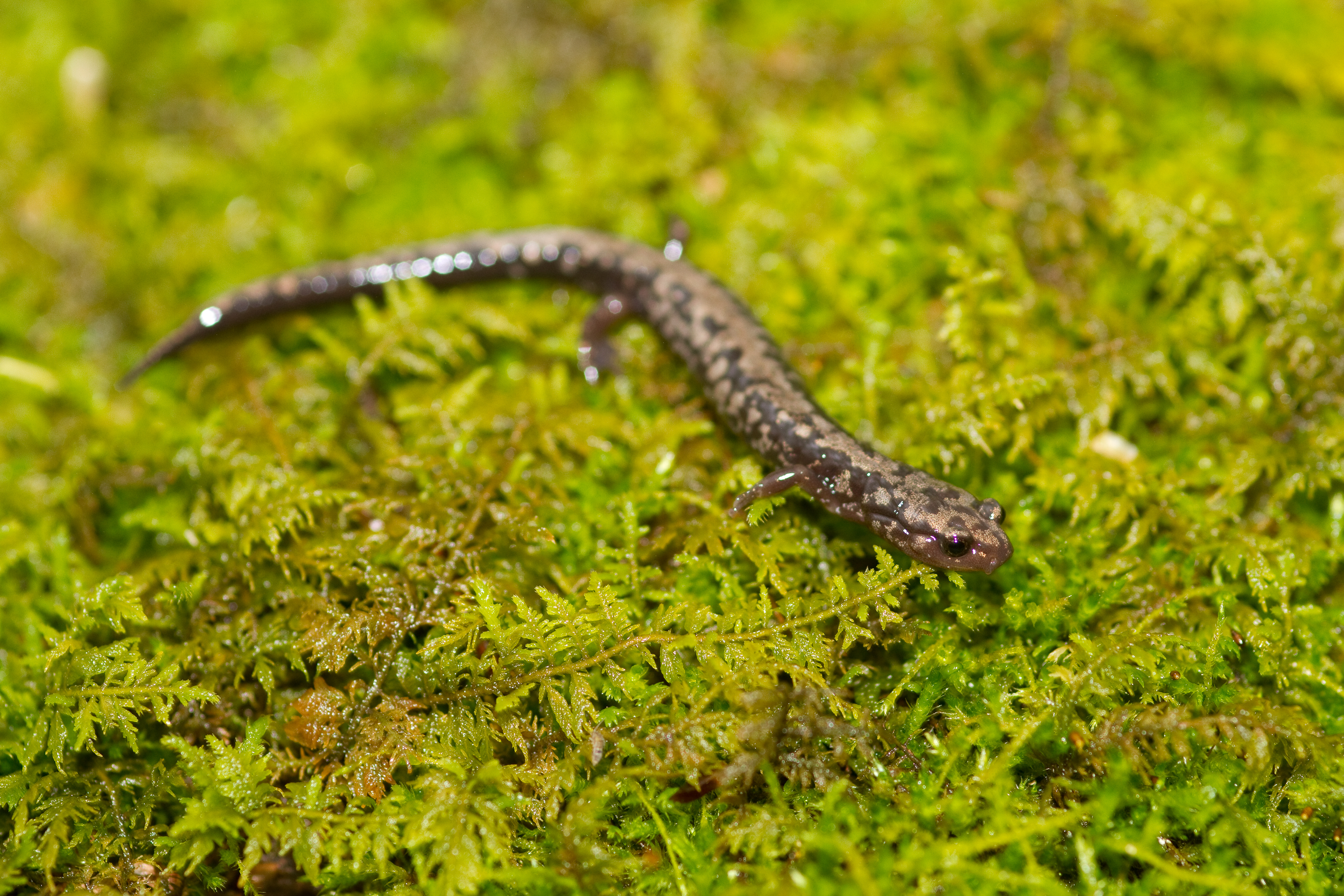
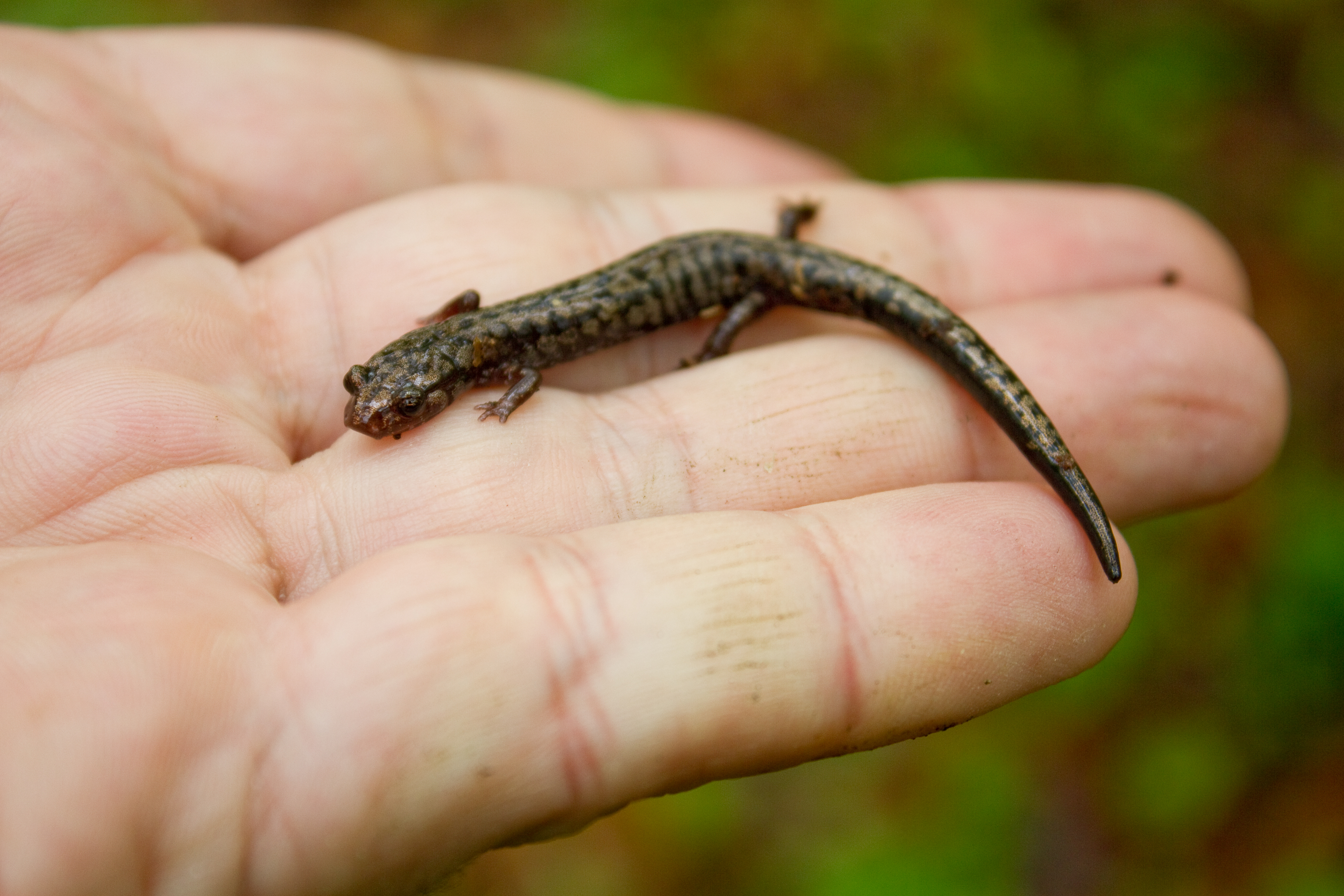
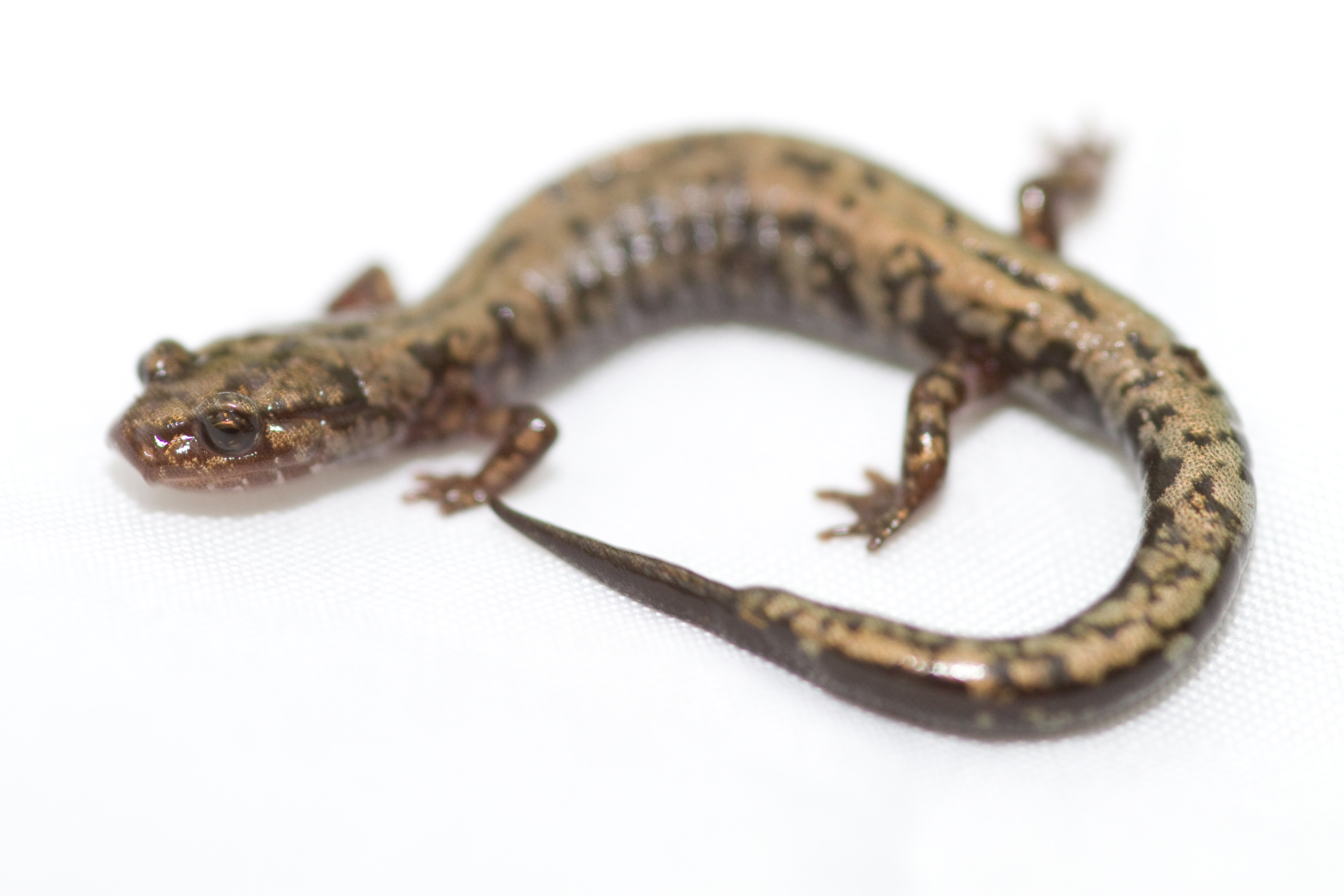